# Bataille d'Oldendorf
Guerre de Trente Ans
Batailles
La bataille d'Oldendorf est livrée le 8 juillet 1633 entre les Suédois et les Impériaux dans le cadre de la guerre de Trente Ans. Elle se termine par la victoire des Suédois.